# Anthurium constrictum
Anthurium constrictum är en kallaväxtart som beskrevs av Thomas Bernard Croat och Carlsen. Anthurium constrictum ingår i släktet Anthurium och familjen kallaväxter. Inga underarter finns listade.